# Коссаковский, Юзеф Антоний
Юзеф Антоний Коссаковский (пол. Józef Antoni Kossakowski; 1772, Марцинишки, ВКЛ, Речь Посполитая — 28 октября 1842, Ширвинты, Виленская губерния, Российская империя) — военный деятель Речи Посполитой, Великого герцогства Варшавского и Франции, командир 3-й бригады кавалерии Великого Княжества Литовского, затем бригадный генерал французской армии, флигель-адъютант Наполеона Бонапарта.

## Биография
Представитель знатного литовского шляхетского рода Коссаковских герба Слеповрон. Сын каштеляна инфлянтского Антония Коссаковского (1735—1798) и Элеоноры Страшкевич. 
Родился в родовом имении Коссаковских — Марцинишках поблизости от Ковно (по состоянию на вторую половину XIX века — Ковенский уезд Ковенской губернии). Получил образование в коллегиуме католического монашеского ордена пиаристов в Вильно.

### Борьба за независимость Польши.
В 1792 году Юзеф Антоний Коссаковский, будучи хорунжим 8-й хоругви 1-й бригады кавалерии ВКЛ, участвовал в русско-польской войне. Затем, при поддержке своего дяди Шимона Мартина Коссаковского, получил чин майора и стал командиром 3-й бригады кавалерии ВКЛ. После войны Юзеф Антоний Коссаковский собирался принять духовный сан, чтобы стать викарием другого своего дяди, епископа инфлянтского Юзефа Казимира Коссаковского. Однако, в том же 1792 году стал советником Литовской генеральной конфедерации в составе Тарговицкой конфедерации.
В 1794 году Юзеф Антоний Коссаковский участвовал в восстании Костюшко, принял участие в обороне Вильно от русской армии. После подавления восстания несколько лет проживал в Париже, затем вернулся в Литву, которая вошла в состав России.

### Участие в Наполеоновских войнах.
Во время французского вторжения в Россию, Коссаковский, произведённый в бригадные генералы, находился в свите императора Наполеона I в качестве одного из трёх польских флигель-адъютантов императора, наряду с Евстахием Эразмом Сангушко и Людвигом Михаилом Пацем. Участвовал в сражении под Смоленском и Бородинской битве.  29 сентября 1812 года был назначен Наполеоном губернатором Москвы, занимал эту должность три дня. Во время отступления из России принимал участие в сражении на реке Березине и в ряде других стычек и сражений.
В 1813 году, в ходе Войны шестой коалиции,  Коссаковский, оставаясь флигель-адъютантом императора, принял участие в битвах  под Лютценом, Бауценом, Дрезденом, Лейпцигом и Ганау.
В 1814 году из-за болезни несколько месяцев не участвовал в военных действиях. Однако, был одним из свидетелей отречения Наполеона Бонапарта от императорского трона в апреле 1814 года в Фонтенбло.
В том же 1814 году Юзеф Антоний Коссаковский получил титул графа французской Первой империи, а также стал рыцарем Мальтийского ордена. После окончания военных действий вернулся в Россию, где наряду с другими поляками был амнистирован. На родине стал известен, как коллекционер реликвий, связанных с Наполеоновскими войнами. Коссаковскому принадлежали, в частности, один из мундиров и прядь волос  Наполеона. В своей усадьбе поставил памятник коню, который с ним вместе участвовал в Наполеоновских походах.
Был кавалером (3 октября 1812 года) и офицером (24 октября того же года) французского ордена Почётного Легиона, кавалером  ордена Железной Короны (франко-итальянского), имел также Королевский орден Обеих Сицилий, от короля Неаполитанского Иоахима Мюрата (неизвестной степени) и Орден Лилии (от графа д’Артуа, будущего короля Франции Карла X).